# 초지기

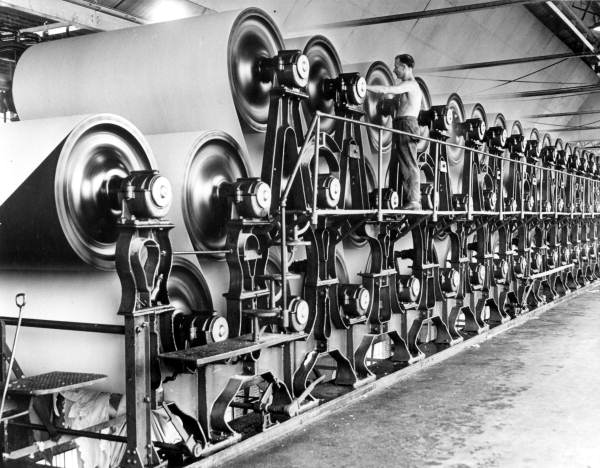

초지기(抄紙機, paper machine)는 제지업에서 종이를 연속적으로 빠르게 대량으로 만들어내는 기계다.
제지 공정은 크게 나누면 펄프의 고해(叩解), 조성, 초조(抄造), 가공, 마무리로 이루어진다.❀ 이 중 초조란 조성된 재료를 물로 희석하고 흘려보내면서 얇게 뽑아내는 과정인데, 이 초조공정을 자동화하는 기계가 초지기다.